# William Warren Bartley
William Warren Bartley (* 2. Oktober 1934 in Pittsburgh, Philadelphia; † 5. Februar 1990 in Oakland, Kalifornien) war ein US-amerikanischer Philosoph.

## Leben
Bartley war ursprünglich Christ und strebte das Priesteramt an, wandte sich jedoch vom Glauben ab. Er studierte bei Willard Van Orman Quine und promovierte auf Eigeninitiative hin bei Karl Popper, entgegen dem Rat seines Umfeldes. Trotz anfänglich sehr guter Beziehung trennten sie sich 1965 im Streit. 1972 nahm Bartley an dem umstrittenen Erhard Seminar Training teil und war in der Folge in dessen Beirat aktiv. Er schrieb auch die offizielle Biographie über den Gründer Werner Erhard. 1974 nahm er wieder Kontakt zu Popper auf. Das Verhältnis entspannte sich, eine Übereinstimmung konnten beide jedoch nicht mehr erreichen: Popper distanzierte sich nach Bartleys Tod in der Einleitung seines Mythos des Rahmens von Bartleys Ansichten, ohne seinen Namen zu nennen; auf einer als Tondokument erhaltenen Spontanansprache bei einem Treffen tat er es deutlicher und mit ausdrücklichem Bezug. Bartley starb, bevor er eine Biographie von Popper fertigstellen konnte.
Er lehrte als Professor an der Universität in Hayward (Kalifornien) (California State University, East Bay), zuletzt war er Forschungsstipendiat an der Hoover Institution. Dort sammelte und katalogisierte er die Werke Poppers. Er war Herausgeber von Poppers dreibändigem "Nachwort" zur Logik der Forschung (Das offene Universum, Die Quantentheorie und das Schisma der Physik, Realismus und das Ziel der Wissenschaft). Er plante die Herausgabe von Hayeks gesammelten Werken, verstarb jedoch bereits, nachdem er erst einen Band (The fatal conceit) fertiggestellt hatte. Von diesem Band wird inzwischen jedoch stark vermutet, dass er über weite Teile oder sogar vollständig Bartleys eigener Feder entsprang und somit in Wirklichkeit kein Werk Hayeks ist, das Bartley lediglich herausgegeben hatte, sondern um ein eigenes Werk Bartleys, das er unter dem Namen des zu dieser Zeit schon schwer erkrankten und möglicherweise nicht mehr involvierten Hayek veröffentlichte.

## Werk
Bartley kritisierte in seinem Hauptwerk Flucht ins Engagement das Christentum und den Kritischen Rationalismus Poppers dafür, dass sie von ihren Anhängern verlangten, ein moralisches Glaubensbekenntnis als Grundlage anzunehmen ("Jesus Christus ist der Herr" einerseits, Poppers Zugeständnis eines "irrationalen Glauben an die Vernunft" in Die Offene Gesellschaft und ihre Feinde andererseits). Er stellte dem die Konzeption des Pankritischen Rationalismus entgegen, bei dem er die Glaubensbasis durch die aus seiner Sicht selbstgenügsame Behauptung ersetzte, dass alle Behauptungen kritisierbar sind, inklusive dieser Behauptung selbst.

„Ich behaupte daher, dass die ständige Integritätskrise, in die Rationalisten regelmäßig geraten, oder in die sie hinein gezwungen werden, ihre Ursache in einer vernachlässigten Identitätskrise in der rationalistischen Tradition hat. Vernachlässigt ist sie zum Teil deswegen, weil die Philosophen es im Allgemeinen verabsäumen, sich ebenso um die Entwicklung einer Rationalitätstheorie zu bemühen wie um die einer Erkenntnistheorie. Wegen dieser Krisen ist das wertvolle Faktotum im Hause des Irrationalisten - das Tu-quoque-Argument - die Leiche im Keller des Rationalisten. Rationalisten sind zu sehr einem Rationalitätsbegriff oder einer rationalistischen Identität verpflichtet, die zu erlangen unmöglich ist, und die unvermeidliche Enttäuschung ihrer Bemühungen, dieser übermäßigen Verpflichtung gerecht zu werden, hindert sie daran, Integrität zu erlangen. Gleichzeitig versetzt dieses Unvermögen der rationalistischen Tradition, ihre Identitätskrise zu lösen, viele Irrationalisten ganz unabhängig von ihren Bindungen in die Lage, ihre eigene Identität ohne Integritätsverlust zu wahren.“

Die auf Moral basierende Argumentation des Christentums und Poppers ersetzte er durch eine Ökonomie des Wissens.

## Schriften
- Flucht ins Engagement, übersetzt von Klaus Pähler (Übersetzer). Mohr Siebeck, Tübingen 1987, ISBN 3-16-945130-8.
- Wittgenstein – Ein Leben. btv-Verlag 1999, ISBN 3-442-75541-7.
- Die österreichische Schulreform als die Wiege der modernen Philosophie. In: Club Voltaire IV. Gerhard Szczesny, Hamburg 1970, ISBN 3-499-65086-X.